# Charlottes tryllespind (film fra 1973)
 For alternative betydninger, se Charlottes tryllespind (flertydig). (Se også artikler, som begynder med Charlottes tryllespind)
Charlotte's Web (danske titler: Tinas tryllespind; Grisen, der dansede) fra 1973 er en traditionelt animeret tegnefilmsmusical produceret af Hanna-Barbera Productions og Sagittarius Productions, og instrueret af Charles A. Nichols og Iwao Takamoto. Den er baseret på E. B. Whites børnebog Charlottes tryllespind fra 1952 og handler ligesom bogen om grisen Wilbur, der bliver reddet fra slagtning af en intelligent edderkop ved navn Charlotte.
Tegnefilmens sange har tekster og musik af Sherman Brothers, der tidligere har skrevet musik til familiefilm såsom Junglebogen (1967) og Chitty Chitty Bang Bang (1968). I 1994 overraskede filmen ved at blive den bedstsælgende titel det år, 21 år efter dens første premiere.[kilde mangler] Ingen anden ikke-Disney tegnefilmsmusical har nydt et sådant comeback i popularitet, hvilket gjorde, at der blev lavet en tegnet efterfølger, Willys Store Eventyr - Grisen, der fik lov at leve 2, som Paramount udgav i USA den 18. marts 2003 (Universal udgav filmen internationalt).
Bogen blev i 2006 genfilmatiseret med levende skuespillere (Dakota Fanning, Beau Bridges m.fl.) og computeranimerede dyr, og det er dén version, ikke tegnefilmen fra 1973, der på danske hedder Charlottes tryllespind. Med andre ord har denne Wikipedia-artikel en forkert titel.

## Stemmer
| Henry Gibson    | Wilbur (George)              |
| Debbie Reynolds | Charlotte A. Cavatica (Tina) |
| Paul Lynde      | Templeton (Tæodor)           |
| Agnes Moorehead | Gæs                          |
| Pamelyn Ferdin  | Fern Arable                  |
| Bob Holt        | Homer Zuckerman              |
| Joan Gerber     | Edith Zuckerman/Mrs. Fussy   |
| John Stephenson | John Arable                  |
| Don Messick     | Jeffrey                      |
| Rex Allen       | Oplæser                      |
| Martha Scott    | Mrs. Arable                  |
| Herb Vigran     | Lurvy                        |
| Dave Madden     | Ram og andre                 |

## Dansk Stemmer
| Poul Bundgaard     | Georg (Wilbur)               |
| Kirsten Rolffes    | Tina (Charlotte A. Cavatica) |
| Ove Sprogøe        | Tæodor (Templeton)           |
| Trine Danmark      | Gæs/Fern Arable              |
| Lars Wankowski     | Homer Zuckerman              |
| Louise Zanowska    | Edith Zuckerman/Mrs. Fussy   |
| Svend Asmussen     | John Arable                  |
| Svend Andersen     | Jeffrey                      |
| Ole Monty          | Oplæser                      |
| Kirsten Cenius     | Mrs. Arable                  |
| Elith Foss         | Lurvy                        |
| John Hahn-Petersen | Ram og andre                 |

## Soundtrack
1. "Chin Up"
2. "I Can Talk!"
3. "A Veritable Smorgasbord"
4. "Zuckerman's Famous Pig"
5. "We've Got Lots In Common"
6. "Mother Earth and Father Time"
7. "There Must Be Something More"
8. "Deep In The Dark/Charlottes tryllespind"